# Облачный край 1991
«Облачный край 1991» (сокращённое название — «1991») — девятый номерной студийный альбом рок-группы «Облачный край». Первый альбом группы, записанный в Москве. Запись проходила в августе 1991 года на «Петростудии».
Музыканты «Облачного края» сочли альбом недописанным и долгое время не торопились с его официальным изданием. Однако трагическая гибель бас-гитариста Андрея Лукина вынудила Богаева выпустить альбом в том виде, в котором он был записан в 1991 году.

## Предыстория
В 1991 году у «Облачного края» неожиданно появился спонсор — коммерческая компания «Эдвин», руководители которой оказались поклонниками творчества группы. Бизнесмены оказали музыкантам всестороннюю финансовую поддержку: сперва стали ежемесячно платить за репетиции, а затем выделили средства на приобретение новых музыкальных инструментов и вызвались полностью возместить все расходы на запись нового альбома.
Тщательно отрепетировав программу в Архангельске, «Облачный край» прибыл в Москву в начале августа. Для записи музыканты предпочли «Петростудию», по тем временам считавшуюся самой технически оснащённой в СССР. Одновременно с архангелогородцами на студии записывались Филипп Киркоров, Михаил Звездинский и Александр Кутиков.

## Запись альбома
Запись и сведение альбома проходили с 7 по 18 августа. Основным звукорежиссёром стал архангелогородец Игорь Патокин. Участие штатного сотрудника студии Александра Бармакова в работе было второстепенным.
К началу записи Николай Лысковский обзавёлся клавишным синтезатором Korg T3, Андрей Лукин — бас-гитарой Fender Jazz Bass, а Сергей Богаев — электрогитарой, сделанной по индивидуальному заказу в Архангельске. Новая гитара Богаева будет использоваться для записи следующих альбомов и станет визитной карточкой «Облачного края» постсоветских годов.
Для электрогитары предполагалось использовать самодельную «примочку», с которой записывались предыдущие альбомы группы. Однако её случайно сломал Александр Кутиков, который записывал сольный альбом на той же студии параллельно с «Облачным краем» и в первую же встречу с архангелогородцами решил посмотреть диковинную самоделку. В знак компенсации Кутиков предоставил Богаеву на время записи свой процессор эффектов.
Рабочий процесс осложнялся тем, что барабанщик группы Юрий Кораблёв накануне прибытия в Москву ввязался в пьяную драку, где получил ножевое ранение в руку. Тем не менее Кораблёв отказался от медицинской помощи и смог сыграть все партии.
Накануне записи вокала возникла ещё одна проблема: Богаев потерял записную книжку с текстами песен. В результате все тексты пришлось восстанавливать в кратчайшие сроки по памяти. Эту работу проделывали совместно Богаев, Рауткин и Патокин.

## Оформление обложки
Основой для оригинальной обложки послужил рисунок архангельского художника Сергея Супалова: над панорамой полуразрушенного города стоит гигантская фигура обнажённой женщины в позе, напоминающей ядерный гриб. Его сюжет послужил основой для полноцветной обложки — коллажа: фотография девушки топлесс над разрушенными зданиями на центральной площади Архангельска.

## Издание
В начале октября Богаев попытался договориться с фирмой «Мелодия» об издании нового альбома на виниле. Однако в связи с надвигающимся распадом СССР бывший монополист советского музыкального рынка оказался в глубоком кризисе, и релиз не состоялся.
В сопроводительном тексте многих изданий приводятся слова самого Богаева: «Запись долгое время не выходила в свет, так как мы считали, что она нуждается в серьезной доработке». Однако в 1993 году басист группы Лукин стал жертвой несчастного случая, что на несколько лет поставило крест на дальнейшем творчестве «Облачного края».
Сам же альбом 1991 года впервые был издан в 1996 году на аудиокассетах лейблом Hobbott Proline Ltd с подзаголовком: «Выпуск альбом посвящается Андрею Лукину». В 1999 году состоялись издания лейблов «Отделение „Выход“» и «АнТроп», а в 2009 году — переиздание в рамках архивного проекта «Д.П.Н.Р.».
В различных каталогах альбом может фигурировать как под полным названием «Облачный край 1991», так и под сокращённым «1991».

## Отзывы
Сергей Богаев впоследствии положительно отзывался о композиции «Возвращение зловещих большевиков». Он называл её пророческой, поскольку на следующий день после завершения работы над альбомом случился Августовский путч.
Тем не менее сами музыканты считали альбом недоделанным. Их мнение разделял обозреватель альманаха «Свистопляс», написавший статью о нескольких релизах коллектива.

## Список композиций
Композитор — Сергей Богаев. Авторами текстов считаются Сергей Богаев и Олег Рауткин, поскольку оригинальные тексты Богаева пришлось восстанавливать совместно. Текст композиции «Очнулись» написал Игорь Патокин.
1. Святое дело (2:29)
2. Добрые люди (4:14)
3. Возвращение зловещих большевиков (2:44)
4. Очнулись (5:51)
5. Только старший брат поможет (4:08)
6. Тоннель любви (3:25)
7. Девушка с прозрачной кожей (6:28)
8. Замечательной души человек (2:20)
9. У обрыва (4:12)
10. Ты получишь за всё (3:36)
11. Мёртвые и живые (инструментал) (5:00)

## Участники записи
- Сергей Богаев — вокал (7-10), гитары, бас (1-2)
- Олег Рауткин — вокал (1-6)
- Николай Лысковский — клавишные
- Александр Лукин — бас (3-11)
- Юрий Кораблёв — ударные[6]